# 신안중학교
신안중학교(新安中學校)는 대한민국 경기도 안양시 만안구 안양동에 있는 공립 중학교이다.

## 학교 연혁
- 1980년 1월 4일 : 신안중학교(18학급) 설립인가
- 1980년 3월 1일 : 초대 한선규 교장 취임
- 1980년 3월 5일 : 제1회 입학식
- 1983년 2월 3일 : 33학급 인가
- 1984년 12월 31일 : 4층 4교실 증축
- 2009년 4월 29일 : 도서관 글빛뜰 증축
- 2010년 2월 23일 : 신안영어체험센터(Shinan English Park) 개관
- 2011년 3월 1일 : 안양시 혁신교육지구 학교 지정
- 2011년 9월 1일 : 경기도 교육청 혁신학교 지정
- 2015년 9월 1일 : 경기도 교육청 혁신학교 재지정
- 2017년 3월 1일 : 안양서여자중학교와 통합
- 2018년 11월 12일 : 급식실 현대화 완료
- 2019년 9월 1일 : 안양시 혁신교육지구 학교 재지정
- 2020년 9월 1일 : 제14대 박경숙 교장 취임
- 2024년 1월 8일 : 제42회 졸업식(3학급 81명, 누계 15,990명)
- 2024년 3월 4일 : 신입생 입학(3학급 75명)

## 참고 자료
- 신안중학교 - 한국교육학술정보원 학교알리미